# Ái Vân

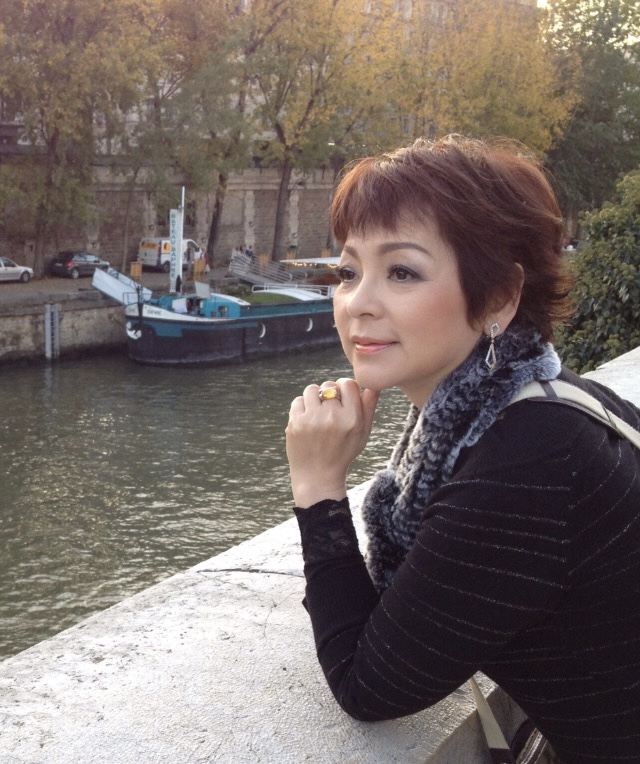

Ái Vân (Hanói, 1954) é uma cantora vietnamita. Ela é a filha do cantor Ái Liên.